# Sucres et Denrées
Sucres et Denrées (ou SUCDEN), est une entreprise française de négoce spécialisée principalement dans le commerce mondial de sucre.
La fortune de la famille de Serge Varsano est estimée par le magazine Challenges à 1,4 milliard d'euros en 2022.

## Histoire

### Direction de Maurice Varsano (1957-1980)
À la fin de la Seconde Guerre mondiale, à Casablanca, Maurice Varsano s'associe à Jacques Roboh, qui commercialise alors du sel sous la marque Cérébos. Ils commencent à se diversifier dans le sucre, qu'ils importent au Maroc depuis Cuba. En 1957, Maurice Varsano et Jacques Roboh rejoignent la société Sucres et Denrées, initialement fondée à Paris par Marcel Dahan en 1952, accompagné de son associé Alfred Abou et de son frère David Amran Dahan[réf. nécessaire]. Ils décident de s'implanter sur l'île de Cuba, avec Julio Lobo comme associé. Ce dernier finance le mouvement castriste. Après l'arrivée des révolutionnaires au pouvoir, Sucres et Denrées est la seule entreprise européenne ayant un télex à La Havane, et Varsano a de bonnes relations avec Fidel Castro et Che Guevara, puisqu'il fournit des devises au nouveau régime. Il se lance ensuite en Union soviétique, où il est en concurrence avec le groupe Louis-Dreyfus et Jean-Baptiste Doumeng. Il cesse alors d'être seulement un intermédiaire dans le commerce de marchandises, pour développer de véritables activités de logistique. Puis, il cherche à s'étendre dans le secteur financier, en particulier en proposant à Aristote Onassis, un milliardaire grec, de racheter sa banque, mais l'affaire tourne court.

### Direction de Serge Varsano (depuis 1980)
Serge Varsano, fils de Maurice Varsano, rejoint l'entreprise au milieu des années 1970 et y devient trader. À la mort de Maurice Varsano, son épouse assure la transition avec le soutien des cadres dirigeants de Sucden. Serge Varsano reprend ensuite la direction du groupe. Il est proche de Félix Houphouët-Boigny, et conserve les bonnes relations qu'entretenait son père avec Fidel Castro. Sucden devient ainsi le banquier de Cuba, sous embargo des États-Unis. 
Dans les années 1980, Sucden se diversifie dans la transformation de cacao (achat de Cacao Barry en 1982), la viande, le pétrole, le riz, le coton et les engrais. L'entreprise prend de plus en plus de risques et s'endette. En 1988, Serge Varsano achète à Félix Houphouët-Boigny 400 000 tonnes de cacao, sur le conseil de Jean-Christophe Mitterrand, afin de tenter un corner sur le marché. Mais l'opération échoue, Louis-Dreyfus écoulant ses stocks progressivement, si bien que le prix se stabilise. Les pertes de Sucden sont si importantes que l'entreprise cède ses activités industrielles et licencie une partie de ses effectifs, pour se focaliser exclusivement sur le trading du sucre. En mars 1991, le groupe obtient un prêt de 500 millions de francs pour faire face à un problème de liquidité immédiate, entraîné par des pertes de 360 millions de francs sur l'année 1990. Les banques obtiennent le renforcement des procédures d'audit ainsi que des cessions d'actifs.
Avec la chute du mur de Berlin, Sucden cherche à s'implanter en Russie, où l'entreprise achète des hectares de terre et des usines en désuétude, et y améliore grandement les rendements. En 1993, Sucden soutient financièrement Alain Lévy, fils du PDG de Publicis, alors en train de créer en Russie une société d'importation et de distribution de produits alimentaires.
En 2012, Sucden rencontre des difficultés avec la justice russe. Le groupe, qui possède alors trois usines et emploie 5 000 personnes dans le pays, est accusé par l'entreprise NSK de s'être approprié ses équipements. Un tribunal russe condamne alors Sucden à verser 2,18 milliards de roubles (53 millions d'euros) d'indemnités. L'entreprise estime être la cible du milliardaire Mikhaïl Fridman, propriétaire d'Alfa Bank, qu'elle accuse de vouloir s'approprier ses usines en s'appuyant sur des juges et des policiers corrompus. Après avoir envisagé un retrait de Russie, le groupe finit par s'associer, le 8 juillet 2012, à Kirsan Ilioumjinov, un autre oligarque russe, ancien président de la Kalmoukie.
En 2016, Sucden ajoute au trading en sucre et en produits agricoles une activité d'armateur. En effet, le groupe achète cette année-là quatre vraquiers, alors que les prix de la construction navale sont au plus bas. Les navires sont achetés en Chine, battent pavillon international et sont gérés par la société allemande Hamburg Bulk Carriers.
En juin 2019, la filiale ivoirienne de Sucden se voit octroyer une facilité financière de 100 millions de dollars de la part de la Banque africaine de développement, pour renforcer la chaîne d'approvisionnement du cacao.

## Activité
Sucden est un acteur important dans le commerce mondial de sucre, avec une part de marché de près de 15 % en volume en 2016[source insuffisante], soit 9,5 millions de tonnes. L'entreprise contrôle des filiales dans le monde entier, non seulement pour le négoce de sucre, mais également dans la production et le raffinage, ainsi que la couverture de risque sur le marché des futures. Sucden négocie aussi d'autres matières premières comme le cacao, le café et l'éthanol, et détient une flotte de transport maritime.
Sucden a eu pour directeur général Paul Dijoud, ancien ministre et ancien directeur des affaires africaines et malgaches au Ministère des affaires étrangères.
Le groupe emploie près de 5 000 employés dans plus de 26 pays[Quand ?].

## Controverses

### Spéculation sur le riz pakistanais
En 1990, un scandale éclate en Côte d'Ivoire. Sucden y aurait vendu aux autorités 200 000 tonnes de riz à 280 $ la tonne, alors que le coût de revient au port d'Abidjan était de seulement 180 $ la tonne (soit une marge totale de 20 millions de dollars). Sucden explique la surfacturation par la conclusion d'un autre contrat sur le riz, à un prix légèrement supérieur à celui du marché.

### Cacao ivoirien
En 2015, les tribunaux britanniques rejettent une demande d'indemnisation de Sucden, qui estime s'être fait livrer du cacao de mauvaise qualité par Africa Sourcing et le Conseil ivoirien du café et du cacao. Or, l'expertise demandée par le juge britannique met en évidence le fait que le cacao livré était d'excellente qualité. Pour les avocats d'Africa Sourcing, l'action en justice visait à dissimuler les problèmes d'exploitation de Sucden, dont la position concurrentielle en Côte d'Ivoire s'est dégradée face aux acteurs locaux.
En 2021, le Groupement des négociants ivoiriens dénonce le monopole des groupes étrangers, dont Sucden et Touton, sur le cacao ivoirien.